# Prison au cinéma

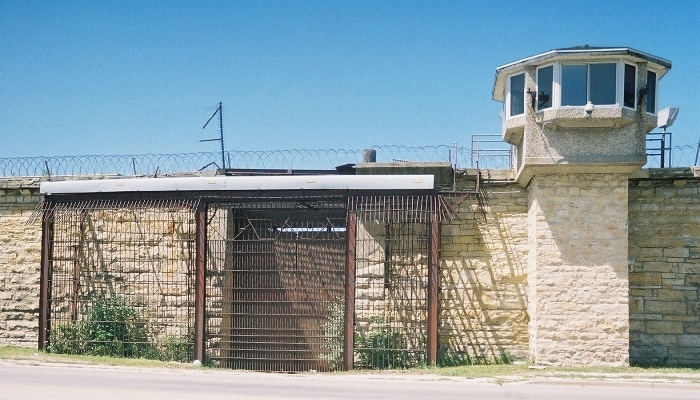
La porte est de la Prison Joliet. Cette dernière apparaît dans le film Les Blues Brothers.

La prison au cinéma ou le cinéma carcéral est un thème récurrent de l'histoire du cinéma, et se décline en de nombreuses variantes, abordant l'évasion, la peine de mort, ou l'erreur judiciaire entre autres.

## Cinéma
Cette liste concerne les films dont le thème principal est la prison, ou dont l'action se déroule en grande partie en prison.

### Documentaires
- 1962 : The People vs. Paul Crump de William Friedkin
- 2003 : La Raison du plus fort de Patric Jean
- 2007 : Karl in der Au (de) de Christian Hain et Rafael Starman
- 2009 : Ne me libérez pas, je m'en charge de Fabienne Godet
- 2012 : Être là de Régis Sauder
- 2016 : Palmyre (film) de Lokman Slim et Monika Borgmann
- 2018 : Après l'ombre de Stéphane Mercurio
- 2019 : Des hommes d'Alice Odiot et Jean-Robert Viallet

### Fiction

#### Allemagne
- 1953 : Die Unbesiegbaren (de) d'Arthur Pohl (de)
- 1973 : La Déchéance de Franz Blum (de) ( Die Verrohung des Franz Blum) de Jürgen Prochnow
- 1983 : Der Aufenthalt de Frank Beyer
- 1996 : Männerpension de Detlev Buck
- 1997 : Bandits de Katja von Garnier
- 1997 : 14 jours à perpétuité (en) (14 Tage lebenslänglich) de Roland Suso Richter
- 2001 : L'Expérience (Das Experiment) d'Oliver Hirschbiegel
- 2005 : Sophie Scholl : Les Derniers Jours (Sophie Scholl – Die letzten Tage) de Marc Rothemund
- 2006 : Quatre Minutes (Vier Minuten) de Chris Kraus
- 2007 : De l'autre côté (Auf der anderen Seite) de Fatih Akin
- 2008 : La Bande à Baader (Der Baader Meinhof Komplex) d'Uli Edel
- 2013 : Survivre à Guantanamo (de) (5 Jahre Leben) de Stefan Schaller (de)

#### Argentine
- 1999 : Garage Olimpo de Marco Bechis
- 2002 : L'Ours rouge (Un oso rojo) d'Adrián Caetano
- 2003 : Los muertos de Lisandro Alonso
- 2006 : Buenos Aires 1977 (Crónica de una fuga) d'Adrián Caetano
- 2008 : Leonera de Pablo Trapero

#### Australie
- 1989 : Ghosts… of the Civil Dead de John Hillcoat
- 2000 : Chopper d'Andrew Dominik

#### Brésil
- 2003 : Carandiru de Héctor Babenco

#### Canada
- 2002 : Histoire de Pen de Michel Jetté
- 2003 : Proteus de John Greyson
- 2010 : Dog Pound de Kim Chapiron

#### Corée du Sud
- 2013 : Miracle in Cell No. 7 (7-beon-bang-ui seon-mul) de Hwan-kyung Lee

#### Danemark
- 2010 : R de Tobias Lindholm et Michael Noer

#### Espagne
- 2006 : Azul (Azul oscuro casi negro) de Daniel Sánchez Arévalo
- 2009 : Cellule 211 (Celda 211) de Daniel Monzón

#### États-Unis
- 1917 : Charlot s'évade (The Adventurer) de Charlie Chaplin
- 1929 : Condamné (Condemned) de Wesley Ruggles
- 1930 : Big House de George W. Hill
- 1931 : Le Code criminel (The Criminal Code) de Howard Hawks
- 1931 : Prisons d'enfants de Howard Higgin
- 1932 : Révolte à Sing Sing de Samuel Bischoff
- 1932 : Je suis un évadé (I Am a Fugitive from a Chain Gang) de Mervyn LeRoy
- 1932 : Vingt Mille Ans sous les verrous (20,000 Years in Sing Sing) de Michael Curtiz
- 1932 : Hold 'Em Jail de Norman Taurog
- 1933 : Ladies They Talk About de Howard Bretherton et William Keighley
- 1936 : Je n'ai pas tué Lincoln (The Prisoner of Shark Island) de John Ford
- 1937 : La Révolte (San Quentin) de Lloyd Bacon
- 1937 : L'Île du diable (film, 1937) (Alcatraz Island) de William C. McGann
- 1939 : Blackwell's Island (film) (Blackwell's Island) de William C. McGann et Michael Curtiz
- 1939 : À chaque aube je meurs (Each Dawn I Die) de William Keighley
- 1947 : Les Démons de la liberté (Brute Force) de Jules Dassin
- 1953 : Stalag 17 de Billy Wilder
- 1954 : Les Révoltés de la cellule 11 (Riot in Cell Block 11) de Don Siegel
- 1957 : Le Pont de la rivière Kwaï (The Bridge on the River Kwai) de David Lean
- 1957 : Le Rock du bagne (Jailhouse Rock) de Richard Thorpe
- 1958 : Je veux vivre ! (I Want to Live!) de Robert Wise
- 1962 : Le Prisonnier d'Alcatraz (Birdman of Alcatraz) de John Frankenheimer
- 1963 : La Grande Évasion (The Great Escape) de John Sturges
- 1965 : La Colline des hommes perdus (The Hill) de Sidney Lumet
- 1967 : Luke la main froide (Cool Hand Luke) de Stuart Rosenberg
- 1970 : Le Reptile (There Was A Crooked Man) de Joseph L. Mankiewicz
- 1971 : La Cavale de Michel Mitrani
- 1971 : Fortune and Men's Eyes (en) de John Herbert
- 1971 : Punishment Park de Peter Watkins
- 1973 : Orange mécanique de Stanley Kubrick
- 1973 : Papillon de Franklin Schaffner
- 1974 : Plein la gueule (The Longest Yard) de Robert Aldrich
- 1977 : Les Chaînes (Brothers) de Arthur Barron
- 1978 : Midnight Express d'Alan Parker
- 1979 : L'Évadé d'Alcatraz (Escape from Alcatraz) de Don Siegel
- 1979 : Penitentiary de Jamaa Fanaka (en)
- 1980 : Faut s'faire la malle (Stir Crazy) de Sidney Poitier
- 1980 : Brubaker de Stuart Rosenberg
- 1981 : New York 1997 de John Carpenter
- 1982 : Penitentiary II de Jamaa Fanaka (en)
- 1985 : Runaway Train (ou À bout de course) d'Andreï Kontchalovski
- 1985 : Le Baiser de la femme araignée (O beijo da mulher aranha en portugais et Kiss of the Spider Woman en anglais) de Héctor Babenco
- 1986 : Down by Law de Jim Jarmusch
- 1987 : Comme un lion en cage (Weeds)) de John D. Hancock
- 1982 : Penitentiary III de Jamaa Fanaka (en)
- 1989 : Bad Boys, de Rick Rosenthal
- 1989 : Haute Sécurité (Lock Up) de John Flynn
- 1989 : Tango et Cash d'Andreï Kontchalovski et Albert Magnoli
- 1990 : Cadence de Martin Sheen
- 1990 : Le Silence des agneaux (The Silence of the Lambs) de Jonathan Demme
- 1992 : Caged Fear de Robert Houston
- 1992 : South Central (en) de Steve Anderson
- 1993 : Les Princes de la ville (Bound by Honor ou Blood in, Blood out) de Taylor Hackford
- 1994 : Absolom 2022 (No Escape) de Martin Campbell
- 1994 : Fortress de Stuart Gordon
- 1994 : Tueurs nés (Natural Born Killers) d'Oliver Stone
- 1994 : Sans rémission (American Me) de Edward James Olmos
- 1994 : Les Évadés (The Shawshank Redemption) de Frank Darabont
- 1995 : Meurtre à Alcatraz (Murder in the First) de Marc Rocco
- 1995 : Justice maximum (Hard Justice) de Greg Yaitanes
- 1996 : Andersonville, le camp de la mort (Andersonville) de John Frankenheimer

- 1996 : Peur primale (Primal Fear) de Gregory Hoblit
- 1996 : Killer : Journal d'un assassin (Killer: A Journal of Murder) de Tim Metcalfe
- 1996 : Dernière Danse (Last Dance) de Bruce Beresford
- 1998 : Loin du paradis (Return to Paradise) de Joseph Ruben
- 1998 : Ghosts… of the Civil Dead de John Hillcoat
- 1998 : Slam de Marc Levin
- 1999 : American History X de Tony Kaye
- 1999 : La Ligne verte (The Green Mile) de Frank Darabont
- 1999 : Perpète (Life) de Ted Demme
- 1999 : Bangkok, aller simple (Brokedown Palace), de Jonathan Kaplan
- 1999 : Hurricane Carter de Norman Jewison
- 1999 : Une carte du monde (A Map of the World) de Scott Eliott
- 2000 : Animal Factory de Steve Buscemi
- 2001 : Le Dernier Château (The Last Castle) de Rod Lurie
- 2001 : Blow de Ted Demme
- 2002 : Un seul deviendra invincible (Undisputed) de Walter Hill
- 2002 : The United States of Leland de Matthew Ryan Hoge (en)
- 2003 : La Vie de David Gale d'Alan Parker
- 2003 : In Hell de Ringo Lam
- 2005 : Mi-temps au mitard (The Longest Yard) de Peter Segal
- 2005 : Shackles (en) de Charles Winkler
- 2008 : Félon de Ric Roman Waugh
- 2009 : I Love You Phillip Morris de Glenn Ficarra et John Requa
- 2010 : El Mal Paso de Emmanuel "Manni" Nutakor[1]
- 2013 : Évasion (Escape Plan) de Mikael Håfström
- 2014 : Jamesy Boy de Trevor White
- 2018 : Évasion 2 : Le Labyrinthe d'Hadès (Escape Plan 2 : Hades) de Steven C. Miller

#### France
- 1931 : À nous la liberté de René Clair
- 1932 : Criminel de Jack Forrester
- 1933 : Cette vieille canaille d'Anatole Litvak
- 1935 : Voyage d'agrément de Christian-Jaque
- 1937 : La Citadelle du silence de Marcel L'Herbier
- 1937 : La Grande Illusion de Jean Renoir
- 1938 : Chéri-Bibi de Léon Mathot
- 1942 : Le Lit à colonnes de Roland Tual
- 1943 : Les Anges du péché de Robert Bresson
- 1943 : Vautrin de Pierre Billon
- 1945 : La Route du bagne de Léon Mathot
- 1947 : La Fleur de l'âge de Marcel Carné
- 1949 : La Cage aux filles de Maurice Cloche
- 1949 : Au royaume des cieux de Julien Duvivier
- 1950 : Un chant d'amour de Jean Genet
- 1951 : Le Bagnard de Willy Rozier
- 1951 : Victor de Claude Heymann
- 1955 : Les salauds vont en enfer de Robert Hossein
- 1956 : La Joyeuse Prison d'André Berthomieu
- 1956 : Un condamné à mort s'est échappé de Robert Bresson
- 1957 : Tous peuvent me tuer d'Henri Decoin
- 1958 : Prisons de femmes de Maurice Cloche
- 1960 : Le Trou de Jacques Becker
- 1960 : Le Mouton de Pierre Chevalier
- 1961 : La Peau et les Os de Jean-Paul Sassy et Jacques Panijel
- 1961 : Un nommé La Rocca de Jean Becker
- 1964 : Les Amitiés particulières de Jean Delannoy
- 1965 : Les Grands Moments de Claude Lelouch
- 1968 : L'Astragale de Guy Casaril
- 1970 : L'Aveu de Costa-Gavras
- 1971 : Où est passé Tom ? de José Giovanni
- 1971 : La Cavale de Michel Mitrani
- 1973 : Deux hommes dans la ville de José Giovanni
- 1975 : La Cage de Pierre Granier-Deferre
- 1976 : Si c'était à refaire de Claude Lelouch
- 1983 : Le Mur de Yılmaz Güney
- 1984 : Le Matelot 512 de René Allio
- 1984 : L'Addition de Denis Amar
- 1984 : Le Juge de Philippe Lefebvre
- 1985 : Hors-la-loi de Robin Davis
- 1988 : Prisonnières de Charlotte Silvera
- 1989 : Force majeure de Pierre Jolivet
- 1990 : Le Dénommé de Jean-Claude Dague
- 1990 : Lacenaire de Francis Girod
- 1996 : C'est jamais loin d'Alain Centonze
- 1996 : Les Aveux de l'innocent de Jean-Pierre Améris
- 1996 : Mémoires d'un jeune con de Patrick Aurignac
- 1998 : À la place du cœur de Robert Guédiguian
- 1999 : Zonzon de Laurent Bouhnik
- 2000 : La Taule d'Alain Robak
- 2000 : La Veuve de Saint-Pierre de Patrice Leconte
- 2002 : Une part du ciel de Bénédicte Liénard
- 2002 : Trois zéros de Fabien Onteniente
- 2003 : Tais-toi ! de Francis Veber
- 2003 : Maléfique d'Éric Valette
- 2005 : Quartier VIP de Laurent Firode
- 2006 : 7 ans de Jean-Pascal Hattu
- 2008 : Les Hauts Murs de Christian Faure
- 2008 : Un prophète de Jacques Audiard
- 2008 : Pour elle de Fred Cavayé
- 2008 : Ndjamena City d'Issa Serge Coelo
- 2009 : Qu’un seul tienne et les autres suivront de Léa Fehner
- 2010 : Les Mains libres de Brigitte Sy
- 2011 : Omar m'a tuer de Roschdy Zem
- 2011 : Présumé coupable de Vincent Garenq
- 2012 : Ombline de Stéphane Cazes
- 2012 : Tango libre de Frédéric Fonteyne
- 2015 : Graziella de Mehdi Charef
- 2015 : L'Astragale de Brigitte Sy
- 2015 : La Tête haute d'Emmanuelle Bercot
- 2016 : Éperdument de Pierre Godeau
- 2016 : Arrêtez-moi là de Gilles Bannier
- 2016 : La Taularde d'Audrey Estrougo
- 2016 : De sas en sas de Rachida Brakni
- 2019 : Mon frère de Julien Abraham
- 2019 : Inséparables de Varante Soudjian

#### Italie
- 1959 : L'Enfer dans la ville (Nella città l'inferno) de Renato Castellani
- 1961 : Kapò de Gillo Pontecorvo
- 1971 : Détenu en attente de jugement (Detenuto in attesa di giudizio) de Nanni Loy
- 1977 : L'Emmurée vivante (Sette note in nero) de Lucio Fulci
- 1998 : La vie est belle (La vita è bella) de Roberto Benigni
- 2010 : Un tigre parmi les singes (Gorbaciof) de Stefano Incerti
- 2012 : César doit mourir (Cesare deve morire) de Paolo et Vittorio Taviani
- 2013 : Comme le vent (Come il vento) de Marco Simon Puccioni
- 2017 : Il figlio Manuel de Dario Albertini
- 2018 : Sur ma peau (Sulla mia pelle) d'Alessio Cremonini
- 2021 : Ariaferma de Leonardo Di Costanzo

#### Japon
- 1983 : Furyo (戦場のメリークリスマス ) de Nagisa Ōshima

#### Norvège
- 2010 : Les Révoltés de l'île du Diable de Marius Holst

#### Royaume-Uni
- 1979 : Scum d'Alan Clarke
- 1986 : Le Dénonciateur (The Whistle Blower) de Simon Langton
- 1993 : Au nom du père (In the Name of the Father) de Jim Sheridan
- 1995 : La Dernière Marche (Dead Man Walking) de Tim Robbins
- 2008 : Hunger de Steve McQueen
- 2009 : Bronson de Nicolas Winding Refn
- 2011 : Carcéral : Dans l'enfer de la taule de Reg Traviss
- 2014 : Les Poings contre les murs (Starred Up) de David Mackenzie
- 2018 : Une prière avant l'aube (A Prayer Before Dawn) de Jean-Stéphane Sauvaire

#### Russie
- 1929 : Le Fantôme qui ne revient pas (Привидение, которое не возвращается) d'Abram Room
- 1933 : Le Grand Consolateur (Великий утешитель, Velikiy uteshitel) de Lev Koulechov.
- 1977 : L'Ascension (Восхождение) de Larissa Chepitko
- 2010 : L'Affrontement (Край) d'Alekseï Outchitel
- 2014 : Titanium (Вычисли́тель) de Dmitri Gratchev

## Télévision

### Téléfilm
- 1976 : Je veux seulement que vous m'aimiez (Ich will doch nur, daß ihr mich liebt) de Rainer Werner Fassbinder
- 1980 : Révolte dans la prison d'Attica (Attica) de Marvin J. Chomsky
- 1983 : Made in Britain d'Alan Clarke
- 1987 : L'Homme qui brisa ses chaînes (The Man Who Broke 1,000 Chains) de Daniel Mann
- 1989 : Dead Man Out de Richard Pearce
- 1994 : Les Révoltés d'Attica (Against the Wall) de John Frankenheimer
- 1997 : La Deuxième Chance (First Time Felon) de Charles S. Dutton
- 2004 : Rédemption (Redemption: The Stan Tookie Williams Story) de Vondie Curtis-Hall
- 2005 : The Exonerated (en) de Bob Balaban
- 2005 : Colditz : La Guerre des évadés (Colditz) de Stuart Orme
- 2014 : Médecin-chef à la Santé d'Yves Rénier

### Série télévisée
- 1967-1968 : Le Prisonnier (The Prisoner)
- 1972-1974 : Colditz
- 1974 : Chéri-Bibi
- 1974-1978 : Porridge (en) Série humoristique de la BBC se déroulant pratiquement entièrement en prison
- 1975, 1979 et 1998 : Le Comte de Monte-Cristo
- 1997-2003 : Oz
- 1997-2007 : Hinter Gittern – Der Frauenknast (de)
- 1999-2006 : Les Condamnées (Bad Girls)
- 2004 : Temps dur
- 2005 : Prison Break
- 2012 : Unité 9
- 2013 : Orange Is the New Black
- 2013 : Wentworth
- 2021 : Mayor of Kingstown